# John Matuszak
John Daniel Matuszak (Oak Creek, 25 ottobre 1950 – Burbank, 17 giugno 1989) è stato un giocatore di football americano e attore statunitense.

## Biografia
John Matuszak nacque a Milwaukee nel Wisconsin, da Audrey e Marvin Matuszak.
John aveva altri due fratelli e una sorella; i due fratelli morirono di fibrosi cistica in giovane età e anche la sorella ebbe la stessa malattia. La famiglia si trasferì dal centro di Milwaukee a Oak Creek dove subì del bullismo dai compagni di classe per l'eccessiva magrezza. L'esperienza lo motivò a diventare un giovane muscoloso, campione di Stato nel getto del peso e giocatore di football americano.
Dopo aver giocato da freshman nel Fort Dodge Junior College nello Iowa, Matuszak venne ingaggiato dall'Università del Missouri con cui giocò da sophomore per le Tigri nella posizione di tight end. Successivamente si trasferisce all'Università di Tampa, dove divenne la star della loro squadra di football tanto da venir selezionato per l'All American Team 1972.
Nel 1973 venne selezionato da Houston Oilers come prima scelta assoluta al draft della NFL. Oltre al suo contratto con gli Oilers, firmò con la Houston Texans, che faceva parte della World Football League (WFL), giocando un totale di sette partite prima che un ordine restrittivo gli impedisse di giocare per due squadre contemporaneamente. Gli Oilers lo scambiarono quindi con Curley Culp dei Kansas City Chiefs e una prima scelta nel draft del 1975 il 22 ottobre 1974. 
Nel 1976 venne quindi scambiato con i Washington Redskins, per poi diventare free agent e firmare con gli Oakland Raiders che aiutò a vincere due Super Bowl (XI e XV) prima di ritirarsi.
La sua carriera nel football è stata spesso messa in ombra dal suo stile di vita. Nella sua autobiografia, ha affermato di aver fatto uso di droghe e di abuso di alcol mentre giocava a football. Un articolo scritto per il sito Web Sports Illustrated nel gennaio 2005 lo ha nominato uno dei primi cinque "cattivi ragazzi" di tutti i tempi della NFL.
Morì il 17 giugno 1989 a soli 38 anni, a seguito di una intossicazione acuta da destropropossifene.

## Filmografia parziale

### Cinema
- I mastini di Dallas (North Dallas Forty) (1979)
- Il cavernicolo (Caveman) (1981)
- I pirati dello spazio (The Ice Pirates) (1984)
- I Goonies (The Goonies) (1985)
- Una folle estate (One Crazy Summer) (1986)
- P.K. and The Kid (1987)
- One Man Force (1989)
- Down The Drain (1990)

### Televisione
- M*A*S*H - serie TV, episodio: Promotion Commotion (1982)
- Hazzard (The Dukes of Hazzard) - serie TV, episodio: No More Mr.Nice Guy (1984)
- Command 5 - film TV (1985)
- Hollywood Beat - serie TV, 14 episodi (1985)
- Hunter - serie TV, episodio: Death Machine (1986)
- A-Team - serie TV, episodio: Quarterback Sneak (1986)
- Miami Vice - serie TV, episodio 3x22: Viking Bikers From Hell (1987)
- Scuola di football - serie TV, 3 episodi (1987)